# オメル・アーシュク
オメル・ファールク・アーシュク（Ömer Faruk Aşık、1986年7月4日 - )は、トルコの元プロバスケットボール選手。NBAのヒューストン・ロケッツなどに所属していた。マルマラ地方ブルサ県ブルサ出身。ポジションはセンター。213cm、116kg。

## 来歴
2005年、国内リーグのフェネルバフチェ・ユルケルにてプロデビュー。

2008年、NBAドラフトでポートランド・トレイルブレイザーズに指名されるも、直後にシカゴ・ブルズに交渉権が移動した。

2010年、バスケットボール世界選手権にトルコ代表チームの一員として出場しチームを銀メダルに導く。
 
2010年7月、シカゴ・ブルズと契約。同年10月にNBAデビュー。

2012年7月、ヒューストン・ロケッツに移籍。

2014年6月、ニューオーリンズ・ペリカンズにトレードで移籍。2015年7月9日にペリカンズと再契約した。
2018年2月1日、ニコラ・ミロティッチ、将来のドラフト指名権とのトレードでトニー・アレン、ジャミーア・ネルソンと共にシカゴ・ブルズに移籍した。アーシュクにとっては約6年振りのブルズ復帰となった。